# Xã Union, Quận Miami, Ohio
Xã Union (tiếng Anh: Union Township) là một xã thuộc quận Miami, tiểu bang Ohio, Hoa Kỳ. Năm 2010, dân số của xã này là 9.871 người.